# 天花公主
天花公主（?—?）金氏，新羅第26代君主真平王的女儿。
《花郎世记》记载天花公主是真平王和摩耶夫人的女儿，天明公主是真平王的长女，善德女王是真平王的次女，嫁给百济武王的善花公主是真平王的第三女，天花公主是她们的妹妹。《三国史记》明确记载善德女王是真平王的长女。天花公主和姐姐天明公主都嫁给真平王叔叔真智王的儿子金龙春。金龙春死后，天花公主改嫁白龙公。

## 家族
- 父亲：真平王
- 母亲：摩耶夫人
  - 姐妹：天明公主，武烈王金春秋的母亲
  - 姐妹：善德女王
  - 姐妹：善花公主，《三国遗事》记载
  - 丈夫：金龍春
  - 丈夫：白龙公